# أهل زين (الحد)

تعديل مصدري - تعديل

أهل زين هي إحدى قرى عزلة الحد بمديرية الحد التابعة لمحافظة لحج، بلغ تعداد سكانها 343 نسمة حسب تعداد اليمن لعام 2004.